# Klit (roman)
 For alternative betydninger, se Klit (flertydig). (Se også artikler, som begynder med Klit)
Klit (originaltitel: Dune) er en science fiction-roman skrevet af Frank Herbert og udgivet i 1965. Den vandt både 1966 Hugo Award og den første Nebula Award for bedste roman samme år og anses generelt for at være den mest populære science fiction-roman der er skrevet, nævnes hyppigt som den bedst sælgende science fiction-roman i historien , og var den bedst sælgende science fiction roman i hardcover nogensinde. Af Klit udsprang fem efterfølgere, inspirerede David Lynch til at lave en filmversion i 1984 og en generation senere Denis Villeneuve til at lave en genindspilning; Dune (film fra 2021). To miniserier blev lavet af Sci-Fi Channel (USA), computerspil, brætspil, og en serie af forløbere samskrevet af Brian Herbert, forfatterens søn, og Kevin J. Anderson.
Klit blev oversat til dansk i 1978 af Niels Søndergaard. Samme oversættelse blev genudgivet i 2010.
Klit foregår i fremtiden i et vidtforgrenet feudalt imperium hvor planetære territorier kontrolleres af adelige huse, eller familier, loyale overfor det kejserlige hus Corrino. Romanen fortæller historien om den unge Paul Atreides (den umiddelbare arvtager til hertug Leto Atreides, overhoved for huset Atreides) efter at han og hans familie flytter til planeten Arrakis, den eneste kilde til krydderiet melange, som er den vigtigste og mest værdifulde substans i universet. I en historie som udforsker den komplekse interaktion mellem politik, religion, miljø, teknologi, og menneskelige følelser bliver Paul og hans familie, hans nye planet og dets indfødte beboere, Padishah-kejseren, det magtfulde rumrejse-laug, og den hemmelighedsfulde kvindelige Bene Gesserit-orden alle draget sammen i en konfrontation som vil ændre menneskehedens historie.
I 1957, efter udgivelsen af The Dragon and the Sea, indledte Herbert forberedelserne til sin næste roman. Han tog et fly til Florence, Oregon, hvor USDA var i gang med en længere serie feltstudier af græsarter som kunne bruges til at hæmme sandflugt "som kunne sluge hele byer, søer, floder, og landeveje" . Hans artikel om emnet; They Stopped the Moving Sands, blev aldrig gjort færdig (og blev årtier senere kun udgivet i dets ufærdige form som Vejen til Klit)- men det gjorde Herbert generelt interesseret i miljøspørgsmål og relaterede emner; han brugte de næste fem år på fortsatte undersøgelser og på at skrive og omskrive  hvad der siden hen skulle blive til Klit  (Dune), selvom den først hed Spice-Planet før romanen blev omdannet til en serie i magasinet Analog fra 1963 til 1965 som to kortere værker, Dune World og Prophets of Dune. Herberts ord i dedikationen var; "..til de mennesker hvis arbejde går udover ideerne og ind i virkelighedens Verden – hvorend de måtte arbejde, og i hvilken tid de end måtte arbejde, denne indsats for at forudsige (fremtiden) er dedikeret i ydmyghed og beundring". Serie-versionen blev udvidet og omarbejdet, men i denne version blev fortællingen forkastet af 20 forlag før den til sidst blev udgivet, selvom mindst én redaktør bemærkede at han måske begik en fejltagelse: "Jeg var ked af, at få at vide at Schribners havde forkastet Klit. Redaktøren kommenterede, at han måske var på afveje – lad os håbe det er profetisk" .

## Synopsis
Et appendiks indikerer at Paul Atreides tid ligger mindst 14.000 år ud i fremtiden, hvor meget viden om den nuværende historie er gået tabt, men nogle kulturelle og religiøse traditioner er bevaret.
Hovedkonflikten i Klits handling er den politiske kamp mellem tre huse; det kejserlige hus Corrino, huset Atreides og huset Harkonnen.
Corrino-kejseren, Shaddam IV, frygter Atreides, dels pga. hertug Leto Atreides' (Shaddams fætter og overhoved for huset Atreides) popularitet blandt de andre adelige huse i imperiet og som er repræsenteret i Landsraad-forsamlingen. Dertil kommer at hertugen og hans dygtige folk, Duncan Idaho, Guerney Halleck og Mentat-snigmorderen Thufir Hawat, er i færd med at gøre huset Atreides militære styrker lige så effektive som de frygtede kejserlige Sardaukarer, omend de er væsentligt færre i antal.
Kejseren beslutter sig for at huset Atreides må ødelægges, men et åbent angreb på et hus er politisk for risikabelt. I stedet bruger Shaddam den århundreder gamle fejde mellem huset Atreides og huset Harkonnen til at camouflere sit angreb og vinder den brillante og magtsyge baron Vladimir Harkonnen for en plan om at eliminere den mand, han frygter mest.
Atreides bliver tvunget til at acceptere det indbringende territorie som består af ørkenplaneten Arrakis, også kendt som Klit, hvor de erstatter Harkonnen. Klit er den eneste kilde til krydderiet melange som er den mest værdifulde substans i universet; det bruges af navigatørerne fra rumrejse-lauget til at foretage interstellare rejser, af den hemmelighedsfulde og magtfulde Bene Gesserit-søsterskab for at vække de genetiske minder af deres forfædre til live, og det forlænger i høj grad den menneskelige livslængde og udvider opfattelsesevnen. Uden denne krydderiproduktion ville al interstellar trafik ophøre og Landsraad ville opløses.
Det som komplicerer den politiske intrige, er den kendsgerning at Paul Atreides, hertugens søn, og Feud-Ratha Harkonnen, baronens nevø og arving, er uundværlige dele af Bene Gesserits hemmelige og århundreder gamle avls-plan om at frembringe et supermenneske – en mandlig version af Bene Gesserit – kaldet Kwisatz Haderach. Bene Gesserit har planlagt at avle en datter med Feud-Ratha for at forene de to blodlinjer og producere deres længe ventede trofæ. Men i stedet for at være frugtbar med en datter har lady Jessica, for at imødekomme sin elskede hertug Letos ønske, fået en søn, Paul. Dette var et alvorligt tilbageslag for avls-planen, for Bene Gesserit kender til kejserens plan om at ødelægge huset Atreides, hvilket bringer deres mest værdifulde blodlinje i stor fare lige før de når deres mål. Desuden er der tegn på at Paul faktisk kan være Kwizatz Haderach, men født en generation før det var ventet. Udsigten til en selvstændig Kwisatz Haderach udenfor Bene Gesserits kontrol er et skræmmende perspektiv før søster-ordenen.
Overførslen af kontrol med Arrakis skaber endnu et grundlag for konflikt mellem Atreides og Harkonnen og fjerner hertug Leto fra hans magtbase på hans hjemplanet Caladan. Mens de forventer en fælde, er de ude af stand til at stå imod et ødelæggende angreb fra Harkonnen, støttet af kejserlige Sardaukarer camoufleret som Harkonnen-tropper, og af en forræder inde i huset Atreides selv; Suk-lægen Wellington Yueh.
Mens han er i fangenskab omkommer hertug Leto efter et fejlslagent forsøg på at forgifte baron Vladimir Harkonnen med en giftgas-kapsel i sin tand, plantet af doktor Yueh, men det lykkes Paul og Jessica at flygte ud i den store ørken. Med brug af Jessicas Bene Gesserit-evner og Pauls voksende evner lykkes det dem at slutte sig til en gruppe indfødte frimenere; vilde krigere som rider på de gigantiske sandorme som dominerer ørkenplaneten. Paul står frem som Kwisatz Haderach, og med Jessicas viden om frimenernes hemmelige religiøse myter, plantet længe inden af Bene Gesserit-ordenen, Missionaria Protectiva, gør det Paul i stand til at blive anerkendt som Lisan al-Gaib; den religiøse og politiske leder som frimenerne har ventet på. Paul forener millioner af frimenere til en uovervindelig militær styrke.
Paul overtager kontrollen med Arrakis og krydderiet, og slår de legioner af Sardaukarer som Shaddam IV har bragt til planeten. Samtidigt hævner han sin familie i en duel til døden med Feud-Ratha Harkonnen. Han tvinger Shaddam IV til at abdicere og sætter sig selv på tronen, og etablerer et Atreides-dynasti.

## Miljøet
I det miljø som romanen skildrer er avancerede computere for længst blevet forbudt, i kølvandet af den Butlerianske hellige krig, som var en krig i en fjern epoke mellem mennesker og tænkende maskiner. I fraværet af computer-assistance har de menneskelige evner udviklet sig i en forbløffende grad:
- Mentater lærer gennem intensiv træning at opnå en ophøjet mental tilstand hvor de kan udføre komplekse logiske beregninger. Korrupte Mentater er skabt af som et resultat af genetiske manipulations-teknikker og en bastardiseret version af den formelle mentat-træning. De mangler den moralske styrke som en fuldt udviklet Mentat har og udviser ofte andre karakterfejl (den korrupte Mentat Peter de Vries er fx. sadist). De mangler også evnen til langtrækkende visioner om fremtiden som en fuldgyldig Mentat har. Ikke alle mennesker har evner til at opnå at blive Mentat, men det antydes, at de som kan, også kan identificereres på et tidligt stadie, og den unge Paul Atreides er et eksempel på sådant. Det antydes også at en hertug med Mentat-evner er en sjælden, hvis ikke unik, hændelse. Han trænes af sin fars mester-snigmorder, Thufir Hawat.
- Rumrejse-lauget har monopol på interstellar transport. Dets navigatører bruger krydderiet/stoffet melange til at opnå begrænsede evner til forudsigelse, hvilket gør dem i stand til at udnytte "foldet rum"-teknologien – hvormed de styrer laugets Heighliner-skibe sikkert til deres destination ved brug af en Holtzman motor, som muliggør øjeblikkelig rejser til ethvert sted i galaksen.
- Bene Gesserit-orden er en hemmelighedsfuld kvindelig orden, som ikke er "hekse", men ofte er adelsdamer, med mentale og psykiske kræfter udviklet gennem tusinder af generationer via kontrollerede gen-linjer og mange års psykisk og mental træning, kaldet prana bindu træning. Når en Bene Gesserit-lærling opnår status af fuldgyldig præste-moder ved at undergå, hvad Jessica kalder præste-moder prøvelsen (også kaldet "krydderi-pinslen" senere i serien), opnår hun adgang til "fortidige minder" – de komplette livserfaringer fra alle hendes kvindelige forgængere tilbage til hvert et livs undfangelse. "Pinslen" påføres ved at indtage en massiv overdosis af et bevidsthedsudvidende stof, som er udflådet fra en døende sandorm, som er en melange-gift i væskeform som de må udskille fra deres kroppe. Bene Gesserit-ordens aktuelle formål er politisk, at fremavle et mandligt medlem af orden.
- Kejserligt skolet er nogle særligt kejserligt trænet og derfor meget pålidelige tjenestefolk.

Andre faktorer spiller også en vigtig rolle for Klits univers.
- I udkanten af galaksen er Ix, en planet hvis samfund domineres af avanceret teknologi. CHOAM-sammenslutningen udgør en væsentlig pille under den kejserlige økonomi, hvor aktier og lederposter afgør hvert hus indtægter og finansielle kapacitet.

- Universets samlede magtstruktur, inklusive de finansielle og økonomiske kræfter som tilhører imperiet og de store adels-huse, laugets kontrol med rumrejser, og Bene Gesserits særlige kræfter, er alle afhængige af krydderiet melange. En enkelt gruppes kontrol over melangen er et socio-politisk fænomen kendt som hydraulisk despotisme (brug af kontrol over et gode til at udøve magt over andre).

- Et fremtrædende træk i romanens miljø er også brugen af et ny-opfundet fagsprog og skabelsen af særlige sproglige træk (se sprog og lingvistik i Herberts Klit).

## Temaer
Konsekvenserne af superheltes handlinger, og menneskehedens svar på disse, er et gennemgående tema i Klit- serien. I et interview med Frank Herbert offentliggjort i Omni Magazine i juli 1980 sagde forfatteren:
"Enorme problemer opstår når menneskelige fejltagelser foretages på en så stor skala som det er muligt for en superhelt. Helte er smertefulde, superhelte er en katastrofe. Superheltes fejltagelser
river mange af os med i katastrofen."
Han udtalte også:
"Jeg havde den her teori om at superhelte er katastrofale for mennesker, og selvom man forestillede sig en ufejlbarlig helt ville de ting han satte i værk kunne overtages af fejlbarlige dødelige. Hvilken bedre måde findes, hvormed man kan ødelægge en civilisation, et samfund eller en race, end ved de vilde udskejelser som følger af at overdrage vores kritiske sans og dømmekraft til en superhelt?".
Fokussen på miljømæssige og religiøse ideer og brugen af mange kulturelle temaer betød at romanen var en iøjnefaldende afvigelse fra den hidtidige science fiction.
De politiske temaer i Klit-serien inkluderer menneskets tilbøjelighed til at falde for masse-manipulation ved politisk propaganda, religiøse dogmer og seksuel fristelse, og vigtigheden af selvbevidsthed og selvkontrol for at modstå disse kontrolmåder, lige så vel som studiet i magt og kontrol.
At nødvendighed er en drivkraft for kulturelle og samfundsmæssige traditioner er også et fast tema i Klit. Frimenernes skik med at tage vandet fra de dødes kroppe kan have set barbarisk ud for andre kulturer, og også for læseren ved første øjekast, men ren og skær nødvendighed har åbenlyst drevet dem frem til denne ekstremitet. Denne type kannibalisme er almindeligt i frimeneres liv grundet det omgivende miljøs barskhed.

## Detaljeret synopsis
Den centrale figur i bogen er Paul Atreides, søn af og formodet arving til hertug Leto Atreides og hans konkubine, lady Jessica, som er Bene Gesserit. Bene Gesserit-ordenen udfører mange typer funktioner i imperiet; de tjener som sandsigersker (menneskelige løgnedetektorer), forhandlere, rådgivere og lærere, men alle disse funktioner har et hemmeligt og dybere formål. I hemmelighed forsøger de at forbedre menneskeheden ved selektiv avl gennem generationer. Det ultimative mål for deres avls-program er Kwisatz Haderach; et menneskeligt væsen som er i kontakt med forfædrenes kollektive viden, på både både fædrenes og mødrenes side. Bene Gesserit er tæt på at færdiggøre deres projekt og Paul Atreides' person er vigtig for at dette sker. Jessica, hans moder, fulgte ikke Bene Gesserits ordre og fik en søn (Paul) selvom hun havde fået udtrykkeligt påbud om at føde en datter. Hun skulle parres med en Harkonnen – og barnet skulle være Kwisatz Haderach. Ultimativt resulterede Paul Atreides fødsel i muligheder som ikke var forudset i Bene Gesserits plan.
Harkonnen angriber Atreides og med hjælp fra doktor Wellington Yueh, Atreides' læge, lykkes det at sænke husets defensive skjolde, at trænge ind, og at bedøve hertug Leto, Jessica og Paul. Atreides' hær er derfor uden ledelse og bukker under for de kombinerede angreb fra Harkonnen og Sardaukarerne.
Da han risikerer at skulle redegøre for situationen overfor en sandsigerske, er baron Harkonnen nødt til troværdigt at kunne påstå, at han ikke havde noget at gøre med deres død. En brutal død planlægges i ørkenen, men dér lykkes det for Jessica og Paul at dræbe deres bødler, mens Harkonnen får det indtryk at de er omkommet under en sandstorm. Imens planter Yueh en falsk tand med giftgas i hertug Letos mund med det formål at slå Harkonnen og hans Mentat Peter de Vries ihjel. Leto knækker tanden, men attentatet mislykkes, da kun Leto selv og Peter de Vries omkommer.
I ørkenen dukker Pauls specielle evner frem ved hjælp af krydderiet melange, og han bliver i stand til at se forskellige versioner af fremtiden. En af visionerne fortæller ham at ved at danne alliance med frimenerne kan han sikre at huset Atreides genvinder sin tabte storhed. Paul dræber en udfordrer, vinder frimenernes tillid, og bliver optaget i stammen under navnet Usul, som betyder "en søjles stærke fundament".
Som et led i også at blive optaget i stammen indvilliger Jessica i at undergå det ritual som vil gøre hende til stammens Præste-moder; lig med Bene Besserits traditioner som frimenerne er inspireret af. For sent opdager hun, at processen også påvirker det barn hun bærer i maven (som hertug Leto er fader til), hvilket betyder at det ufødte barn også opnår indsigt i den kollektive mængde erindringer fra tidligere Præste-mødre.
Årene går og Paul får en søn som navngives Leto, og som Paul Muad'dib (som han også kaldes) opnår han status af religiøs og militær leder for frimenerne. Han vinder som leder af fedayeen-krigerne mange sejre over Harkonnens tropper, men den største prestige vinder han da han mestrer at ride en af de gigantiske sandorme som bebor planeten Arrakis.
En gammel våbenfælle, Gurney Halleck, som Paul troede var blevet dræbt ved Harkonnens angreb mange år tidligere, tages en dag til fange som leder af en Harkonnen-trop. Han og nogle af hans soldater går over til Paul og frimenenerne, men en af dem viser sig at være spion for kejseren og forsøger at snigmyrde Paul, hvilket dog mislykkes. Spionen slippes fri for at fortælle, at han stadigt er i live og samtidigt udnævner han sig til regerende hertug af Arrakis. Derved undgår han en konfrontation med frimenernes leder, Stilgar, som han ifølge frimenernes traditioner forventes at udfordre efter sin nyvundne status som sandormsridder.
Paul vælger i hemmelighed at gennemgå samme transformation som Jessica, for at blive Bene Gesserit Præste-fader, for derved at opnå endnu større magt og evner end han allerede har. Han går i koma under processen og omgivelserne tror han er i trance eller død. Men da han vågner op igen, har han opnået fornyet indsigt og har set at kejserens Sardaukarer er i kredsløb omkring Arrakis, og at tiden er kommet for at knuse Harkonnens. Bene Gesserit tog fejl; Kwisatz Haderach er kommet en generation for tidligt.
Den kombinerede militære ekspertise som Paul Muad'dib og Gurney Halleck besidder, har muliggjort at frimenerne næsten stopper transporten og udvindingen af melange til imperiet. Det tvinger kejseren til at bringe alle sine Sardaukarer til Arrakis sammen med udkommanderede militære styrker fra samtlige adelige huse i imperiet; melange-handelen må og skal i gang igen. Det lykkes en Sardaukar-styrke at dræbe Pauls søn og at tage hans søster til fange.
Efter at kejseren selv er landet finder det endelige slag sted; slaget ved Arrakeen. Ved brug af atomvåben laver han et hul i skjoldmuren som omgiver og beskytter hovedstaden, Arrakeen, mod storme og sandorme. Derefter angriber frimenerne byen i ly af en sandstorm, ridende på de gigantiske sandorme, gennem hullet i skjoldet. Stormen kortslutter Sardaukarernes defensive skjolde og nedkæmpes af frimenerne. Kejseren må overgive sig, men styrkerne fra imperiets Landsraad kredser stadigt om planeten. Under kampen lykkes det Pauls søster at undslippe fangenskab efter at hun har slået baron Harkonnen ihjel. Han viser sig siden at have været Pauls og hendes bedstefader.
Baron Harkonnens nevø, Feud-Ratha, udfordrer Paul til duel som han regner med selv at kunne vinde qua sin kunnen som erfaren gladiator. At udfordre til duel er en etableret tradition og ret som Paul kan derfor dårligt kan afslå selvom han i et syn forudser sin egen mulige død; Paul overvinder dog den forræderiske Feud-Ratha. Ved at true med at ødelægge krydderiet melange tvinger han kejseren fra tronen og rumrejse-lauget til at acceptere sig selv som kejser. For at slå sin nye position som kejser fast gifter Paul sig med kejserens ældste datter, prinsesse Irulan, men det er proforma og forholdet til hans frimener-kone Chani ændres ikke. Et af den nye kejsers politiske mål er at omdanne frimenernes Arrakis til en smuk have, men dog bevare ørkenen til planetens gigantiske sandormen – og melangen.

## Karaktererne iKlit
Karaktererne er listet efter deres primære loyalitet, som i nogen grad ændres i løbet af fortællingen.

### Huset Atreides
- Hertug Leto Atreides, overhoved for huset Atreides
- Lady Jessica, Bene Gesserit og Letos konkubine, moder til Paul og Alia
- Paul Atreides, hertugens eneste overlevende søn
- Alia Atreides, Pauls yngre søster
- Thufir Hawat, Mentat og mester-snigmorder for huset Atreides
- Gurney Halleck, evigt loyal soldat for Atreidesfamilien
- Duncan Idaho, sværdmester for huset Atreides
- Doktor Wellinton Yueh, Suk-læge for familien

### Huset Harkonnen
- Baron Vladimir Harkonnen, leder af huset Harkonnen
- Piter de Vries, korrumperet Mentat
- Feyd-Ratha, baronens nevø og arving
- Glossu "Beast" Rabban, også kaldet Rabban Harkonnen, baronens ældre nevø
- Nefud, kommandør af Harkonnens garde

### Huset Corrino
- Shaddam IV, Padishah-kejseren af universet
- Prinsesse Irulan, kejserens ældste datter og arving, også historiker
- Præste-moder Gaius Helen Mohiam, Bene Gesserit strateg og kejserens sandsigerske
- Grev Hasimir Fenring, genetisk eunuk og kejserens bedste ven, rådgiver, og ærinde-løber

### Frimenerne
- Stilgar, frimenernes leder (Naib), dygtig politiker, men underlegen overfor den unge profet Muad'dib som han alt andet end beundrer
- Chani, Pauls elskede frimener-konkubine, hengiven partner og moder
- Liet-Kynes, halv-frimensk søn af den naturaliserede kejserlige planetolog Pardot Kynes på Arrakis og hans frimenske kone Frieth, desuden fader til Chani og en respekteret figur blandt frimenerne

## Hentydninger og referencer til nutidig civilisation
Fra et historisk perspektiv har mange noteret sig ligheder mellem hændelser i Klit, hvori en fremmed fra en gammel kolonial orden forener forskellige religiøst prægede, og indbyrdes stridende ørken-stammer, i kampen for frihed mod en imperial stormagt i forfald, og den arabiske revolte i begyndelsen af det 20. århundrede hvor den britiske officer T.E. Lawrence mobiliserede de arabiske krigere og brød det osmanniske riges herredømme over Arabien. I et interview i OMNI identificerede Herbert udtrykkeligt CHOAM som OPEC og satte lighedstegn mellem olie og melange (dog; OPEC blev ikke en politisk magtfaktor før efter den første roman var udgivet). Paraleller kan også trækkes til handelen mellem Europa og Asien i det tidlige moderne Europas historie og senere perioder, specielt i forhold til rumrejse-lauget og det Hollandsk-Ostindiske kompagni.
En anden parallel kan findes i forhold til den britiske general Gordons oplevelser. I slutningen af 1800-tallet var denne britiske officer af det britiske imperium blevet pålagt at evakuere egyptiske tropper og deres familier fra Sudan og dets hovedstad Khartoum under den sudanesiske "Mahdi" Muhammed Achmads oprør mod Egypten. Gordon påtog sig opgaven, vel vidende at den meget vel kunne koste ham livet, og han døde under oprørernes stormløb på Khartoum. Ligesom Gordon går Leto sit endeligt i møde i imperiets tjeneste. Paul Atreides omtales som Mahdi i Klit og senere romaner, specielt i Profeten på Klit ("Dune Messiah"). I Mahdiens hær vinder over den teknologisk overlegne egyptiske hær ledet af general Gordon på samme måde som de inspirerede frimenere overvinder Harkonnens tropper og de kejserlige styrker. Basil Deardens film "Khartoum" (1965), med Charlton Heston, bruger barokke, stilfulde, og brokaderede uniformer som minder meget om de hertug-hof uniformer brugt i den første Klit film.
En parallel kan også findes i islams oprindelse. Muhammed (Paul) bliver sendt i eksil fra Mekka, som var oldtidens arabiske handelscenter, af den magtfulde Quraysh-stamme. Muhammed undslap til Medina hvor han forsatte sine prædikener om islam. Mange nomadestammer blev inspireret af hans ord og sluttede sig til ham, hvilket symboliseres ved at frimenerne samles under Paul Muad'dibs banner. Til sidst angreb Muhammed Mekka, overvandt Quraysh-stammen, og blev den mest magtfulde mand i Arabien. Hans hær af arabiske beduiner blev til en legendarisk militærstyrke som invaderede og erobrede andre imperier efter at have sluttet fred indbyrdes. Indenfor få generationer kontrollerede de et imperie som omfattede det meste af Persien, hele Nordafrika, og det meste af den Iberiske halvø (Spanien).
Herbert udtalte at Bene Gesserit var modelleret over hans kone, men i en biografi om faderen siger Brian Herbert at de var modelleret efter hans strenge tanter som var nonner.

## Kliti populærkulturen
Klit har givet inspiration til mange andre science fiction værker, til filmskabere, musikere, kunstnere, og til TV-dramatikere.

## Priser og nomineringer
Nebula Award for bedste roman i 1965
Hugo Award for bedste roman, delt 1. plads med "..og kald mig Conrad" af Roger Zelazny

## Bearbejdede versioner
- David Lynch instruerede i 1983 en filmatisering af Herbets Klit. Filmen var ikke særlig populær blandt kritikere, og Lynch selv var så flov over filmen, at han erstattede sit navn i rulleteksterne på nogle af genudgivelserne med navnet Alan Smithee, et pseudonym brugt af amerikanske instruktører, der gerne vil tage afstand fra et af deres værker.
- Sci-fi Channels (USA) TV-miniserie om Klit
- "Doon", en parodi
- "Dune" instrueret af Denis Villeneuve, pt. 1 og 2 fra henholdsvis 2021 og 2024.